# Öjsjön, Jämtland
Öjsjön är en sjö i Östersunds kommun i Jämtland och ingår i Indalsälvens huvudavrinningsområde. Sjön har en area på 0,534 kvadratkilometer och ligger 438,6 meter över havet. Öjsjön ligger i Öjsjömyrarna Natura 2000-område.

## Delavrinningsområde
Öjsjön ingår i det delavrinningsområde (703636-146490) som SMHI kallar för Utloppet av Öjsjön. Medelhöjden är 443 meter över havet och ytan är 6,36 kvadratkilometer. Det finns inga avrinningsområden uppströms utan avrinningsområdet är högsta punkten. Vattendraget som avvattnar avrinningsområdet har biflödesordning 4, vilket innebär att vattnet flödar genom totalt 4 vattendrag innan det når havet efter 211 kilometer. Avrinningsområdet består mestadels av skog (50 procent) och sankmarker (30 procent). Avrinningsområdet har 0,54 kvadratkilometer vattenytor vilket ger det en sjöprocent på 8,4 procent.